# Felix Sandman
Felix Karl Whilhelm Sandman, né le 25 octobre 1998, est un chanteur et un acteur suédois. Il est connu pour avoir fait partie du Boys band FO&O de 2013 à 2017.

## Carrière

### 2018-2020: L'après FO&O
Le 17 septembre 2017, FO&O, le groupe dont il faisait partie avec Oscar Enestad et Omar Rudberg, décide de faire une pause  et Felix Sandman se lance dans une carrière solo. Son premier single en solo, Every Single Day, a atteint le premier rang du classement en Suède. Il a participé au Melodifestivalen 2018 et la chanson a été qualifiée au Andra Chansen. Felix Sandman et Mimi Werner se sont disputé une place en finale. Il a remporté le duel de qualification pour la finale du Melodifestivalen 2018 à la Friends Arena. Il a terminé à la deuxième place en finale derrière le chanteur Benjamin Ingrosso.
Le 5 avril 2019, la série suédoise Quicksand dans laquelle Felix Sandman joue en tant qu'acteur est lancée pour la première fois sur Netflix,.
Il joue le rôle de Jonas dans la série Home for Christmas sortie le 5 décembre 2019 sur Netflix.
Il a participé au Melodifestivalen 2020 avec la chanson Boys with Emotions, atteignant la finale à travers le tour de la deuxième chance. Il a terminé au septième rang avec un total de 67 points.

### Depuis 2024: Le retour
Après à une pause de quatre ans durant laquelle il s'est concentré sur sa santé mentale et sa carrière d'acteur, il fait son retour en 2024 avec une nouvelle vision artistique. Ce retour est marqué par la sortie de l'EP Sandy Karlo au printemps 2024. Le 31 janvier 2025, Felix Sandman sort son deuxième album intitulé Yue, qui contient 11 titres et marque un tournant important dans sa carrière musicale. Cet album fait suite à un EP acclamé par la critique et reflète une période de guérison et d'introspection personnelle. Yue dévoile une évolution de son style musical.
Il considère cet album comme le début d’un nouveau chapitre de sa carrière, placé sous le signe de l’authenticité, de la liberté créative et d’un regard optimiste sur l’avenir.
Le titre de l'album, Yue, qui signifie « lune » en chinois, a une signification particulière pour Felix. Il fait référence à un personnage de la série animée «Avatar - Le dernier maître de l'air», qui se sacrifie pour rallumer la lune. Cette imagerie, symbolisant la quête de la lumière dans les ténèbres, est présente tout au long de l'album. Felix explique que l'album incarne sa quête pour sortir de l'ombre et découvrir son véritable soi.
À la suite de la sortie de l'album, Felix Sandman donne un concert au Kägelbanan à Stockholm le 14 mars 2025.
Felix puise son inspiration dans diverses cultures, notamment l’art, l’animation japonaise et les mangas. Il a grandi en regardant des séries comme Pokémon, Yu-Gi-Oh! et Naruto, et garde un attachement particulier à des œuvres telles que Mon Voisin Totoro. Cette diversité d’influences enrichit sa démarche artistique, tant dans sa musique que dans son jeu d’acteur.

## Discographie
Voir aussi : FO&O

### Single
2018:
- Trott du att han bryr sig feat. Benjamin ingrosso
- Imprint

2019
- Happy thought

2020
- Relation feat. Astrid S

2024
- Lunas Interlude

- Terminal feat. Haley Bridge

### Albums
| Titre           | Album details                                                        | chart positions |
| Titre           | Album details                                                        | SWE             |
| --------------- | -------------------------------------------------------------------- | --------------- |
| Emotions        | - Publié : 14 September 2018 - Label: TEN - Format: Digital download | 3               |
| Collected Works | - Publié : 23 Fevrier 2024 - Label: TEN - Format: Digital download   |                 |
| Yue             | - Publié : 31 Janvier 2025 - Label: TEN - Format: Digital download   |                 |

## Filmographie
- Vi är bäst! (2013)
- Quicksand (2019)
- Home for Christmas (Hjem til jul) (2019-2020)